# 爱卡莉
《爱卡莉》（英語：iCarly），是一部美国的情景喜剧。它讲述是一个名为Carly Shay的女孩和她的死党Sam和Freddie创办了自己的网络节目——iCarly而在生活中发生的种种故事。这部剧集由Dan Schneider创作，他也是这部剧的执行制片人。其中Miranda Cosgrove饰演Carly，Jennette McCurdy饰演Sam，Nathan Kress饰演Freddie，Jerry Trainor饰演 Spencer，Noah Munck饰演Gibby。这部剧在好莱坞的Nickelodeon On Sunset拍摄。
2007年9月8日，这部剧集开始在尼克儿童频道播出。开始时被定级为 TV-Y7，后来定级被修改为 TV-G。
《爱卡莉》在包括加拿大（YTV和尼克儿童频道（加拿大），2007年10月8日起开始播放）和英国（尼克儿童频道（英国），2008年复活节开始播放）的许多国家播放。《爱卡莉》也拥有许多成人粉丝，同时在2009-2010年期间，出现在许多“最佳电视剧集”榜单中。
本作最后一集，“iGoodBye”，已在2012年11月23日播映。

## 情节
一次，Carly 和她的假小子性格的好朋友 Sam 在学校的一次才艺秀海选中滑稽的表演被她们的好朋友 Freddie 录了下来。 Freddie 在没有告诉她们的情况下把视频传到了网上。观众们看到了他们的搞笑表演，对他们很喜欢，要求拍摄更多视频，这样 iCarly 就诞生了。随着时间的推移，Carly， Sam 和 Freddie 意识到他们的节目使他们成为了网络明星。他们赢得了国际的美誉。他们赢得这些成就的原因是那些有创意的竞赛，疯狂的食谱，以及独具匠心的“群魔乱舞”。
Carly 和她的26岁的监护人哥哥 Spencer 居住在华盛顿西雅图的一座公寓里。她在公寓里临时的第三层（阁楼）里制作节目。她的妈妈从未在剧集中出现或是提及。而她的爸爸——一位暂时驻扎在舰艇中的美国空军——却常被提起。
洛杉矶的东哥伦比亚大厦是 Carly 居住的 Bushwell Plaza 公寓的外部取景地点。

## 角色

### 主要角色
- Carly Shay (Miranda Cosgrove) 是这部电视剧的主角。她和两名死党共同制作 "iCarly" ，为 "iCarly" 的主持 。
- Sam Puckett (Jennette McCurdy) 是这部电视剧的女二号。她是 Carly 的死党之一，同时也是 "iCarly" 的第二主持。她很好斗也很懒，也经常在学校闯祸。但她也和 Carly 一样有趣，一样有创意，同时对 Carly 很讲义气。在第四季的特别版 iOMG 中，因为她包含着深情的吻，显示出她喜欢 Freddie。在以前的一集 "iGet Pranky"也显示出她也有点喜欢 Spencer。
- Freddie Benson (Nathan Kress) 是这部电视剧的第二配角。他也是 Carly 的死党之一，同时也是 Carly 邻居。他是 "iCarly" 的技术监制，也是一名“酷极客”。他从遇见 Carly 开始就喜欢上了她。最近，在 iCarly 特别版中表现出他喜欢上了 Sam。
- Spencer Shay (Jerry Trainor) 是 Carly 的古怪老哥兼监护人。他制作了许多奇怪的雕塑（实际上是模型），也经常表现得比它的实际年龄小得多。
- Gibby (Noah Munck) 是 Carly 的一位奇怪的朋友，Sam 和 Freddie 经常喜欢没有原因的去脱掉他的衬衫。在第四季，他不再脱他的衬衫。（在第1-3季定期表演；从第4季到现在是主要演员）[1]

### 定期角色
- Marissa Benson (Mary Scheer) 是 Freddie 的妈妈。她很傲慢，也过分溺爱 Freddie。
- Lewbert (Jeremy Rowley) 是 Carly、 Spencer、 Freddie 居住的公寓的门卫。他不招人喜爱，举止也很怪异，最突出的特点是他脸上有一颗很大的痣。他经常被《爱卡莉》的孩子们捉弄。
- Nevel Papperman (Reed Alexander) 是 nevelocity.com 的评论家，也是其拥有者。nevelocity.com 是一个评论其他网站的网站，其中包括 iCarly.com。Nevel 想追 Carly ，却未得逞，就时常想要黑掉《爱卡莉》迫使 Carly 吻他。
- T-Bo (BooG!e) 是 Groovy Smoothie (一家冰沙店)的店主。他经常骚扰顾客去买他被一根木棍穿着的食物(其中有灯笼椒、百吉饼、玉米面豆卷)。
- Guppy (Ethan Munck) 是 Gibby 的弟弟，并且经常是 Gibby 的跟屁虫。
- Chuck Chambers (Ryan Ochoa) 是 Shay 公寓里一名经常纠缠 Spencer 的小孩。
- Principal Franklin (Tim Russ) 是 Ridgeway Secondary School （也就是 Carly、Sam 和 Freddie就读学校）的校长。他对学生非常公平，同时也是《爱卡莉》的忠实粉丝。
- Ms. Francine Briggs (Mindy Sterling) 是 Ridgeway Secondary School 的一名非常严格的英语老师。她非常讨厌儿童。
- Mr. Howard (David St. James) 是一名痛恨所有事物（包括他夫人）的严格不热心的老师。

## 剧集
| 季 | 季 | 集 | 首播（美国日期） | 首播（美国日期） | 制作 编号 | DVD 发行                                                               |
| 季 | 季 | 集 | 首集             | 末集             | 制作 编号 | DVD 发行                                                               |
| -- | -- | -- | ---------------- | ---------------- | --------- | ---------------------------------------------------------------------- |
|    | 1  | 25 | 2007年9月8日     | 2008年7月25日    | 1xx       | 2008年9月23日（第一辑） 2011年1月4日（第二辑）                         |
|    | 2  | 25 | 2008年9月27日    | 2009年8月8日     | 2xx       | 2009年8月18日（第一辑） 2009年4月21日（第一辑） 2011年4月5日（第三辑） |
|    | 3  | 20 | 2009年9月12日    | 2010年6月26日    | 2xx       | 2009年8月18日（第一辑） 2009年4月21日（第一辑） 2011年4月5日（第三辑） |
|    | 4  | 26 | 2010年7月30日    | 2011年6月11日    | 3xx       | 2011年8月30日（第三季）                                                |
|    | 5  | 13 | 2011年8月13日    | 2011年1月21日    | 4xx       | 2012年7月10日（第四季）                                                |
|    | 6  | 14 | 2012年3月24日    | 2012年10月       | 5xx       | 未知                                                                   |

### 多部分剧集
| Title                                 | Air date       |
| ------------------------------------- | -------------- |
| "爱卡莉: iGo to Japan" (三部分)       | 2008年11月8日  |
| "爱卡莉: iDate a Bad Boy" (两部分)    | 2009年5月9日   |
| "爱卡莉: iFight Shelby Marx" (两部分) | 2009年8月8日   |
| "iQuit iCarly" (两部分)               | 2009年12月5日  |
| "iPsycho" (两部分)                    | 2010年6月4日   |
| "iStart a Fan War" (两部分)           | 2010年11月19日 |
| "iParty with Victorious" (三部分)     | 2011年6月11日  |

### iParty with Victorious
2010年8月29日，《爱卡莉》和《胜利之歌》的主创 Dan Schneider 通过 Facebook 和 Twitter 证实即将拍摄这两部剧的混合剧。当天晚上，剧本出炉，第二天就开始了拍摄。拍摄大约持续了三周。 2011年6月11日播出了这一集三部分的电影版。2011年8月27日播放了四部分的完整版。

### 第四季之后
2011年1月下旬，Miranda Cosgrove 在她的北美疯狂舞动(Dancing Crazy)演唱会中透露了她盼望回归好莱坞去拍摄《爱卡莉》第五季的想法。2011年1月27日，Cosgrove 对 Cleveland Live News 表示：“在演唱会结束后，我们就准备下一集的拍摄。只要人们喜欢，我希望我能把这个节目一直做下去。”次日，路透社报道Cosgrove正在准备开始拍摄《爱卡莉》第五季。同年2月3日，Cosgrove对The Middletown Press表示，当提到这部电视剧的Jennette McCurdy和Nathan Kress时，说：“我从小就认识他们了，也已经等不及回去跟他们相聚。当然，我拍摄《爱卡莉》时觉得很快乐。它就像我的另一个家。”Cosgrove 在2011年2月24日完成了她的“疯狂舞动”演唱会，Jennette McCurdy也在2011年4月14日结束了她的Generation Love mall tour。整个剧组甚至没能在“2011 孩子的选择”上团聚。Miranda Cosgrove最近确认剧集将在最近继续拍摄。在“2011 孩子的选择”发布会中，Jerry Trainor说明拍摄会在五月继续。

### 播出历史
- 尼克儿童频道 (2007年9月8日–现在)
- TeenNick (2009年10月18日 – 现在)
- YTV (2010-现在)

### 国际化
配音当地会对剧集进行一些本土化的修改。比如在德国版本中 (并不是所有剧集)，开场音乐歌词被翻译成德文演唱。且剧集的题目一般与配音当地的语言相同。

## DVD 发行
| DVD 标题                           | 地区1 发行时间 | 光盘数 | 集数                        | 附加                                                                                           |
| ---------------------------------- | -------------- | ------ | --------------------------- | ---------------------------------------------------------------------------------------------- |
| 爱卡莉: 第1季,第1辑                | 2008.9.23      | 2      | 1-13                        | 由Miranda Cosgrove演唱的 "Leave It All to Me"                                                  |
| 爱卡莉: 第1季,第2辑                | 2009.4.21      | 2      | 14-25                       | 爱卡莉演员的 Behind the Slime; 附加的幕后情况; 《True Jackson, VP》的试播集                    |
| 爱卡莉: 第2季,第1辑                | 2009.8.18      | 2      | 26–38                       | "iGo to Japan" 的幕后花絮                                                                      |
| 爱卡莉: iFight Shelby Marx         | 2010.3.30      | 1      | 49-50, 43-44, 39, 54        | 特别奖励剧集: 《Big Time Rush》的试播集                                                        |
| 爱卡莉: iSaved Your Life           | 2010.6.8       | 1      | 60,58-59,51,48,57           | 爱卡莉演员的幕后花絮; iQuit iCarly 的窗口特技花絮; 去见 Chuck; 最爱的生日片段;欢迎来到我的小船 |
| 爱卡莉: iSpace Out                 | 2010.8.31      | 1      | 63 , 61 , 62 , 67 , 64 , 66 | 特别奖励剧集: 《胜利之歌》的试播集                                                             |
| 爱卡莉: 第2季,第2辑                | 2011.1.4       | 2      | 39-52                       | 演员的幕后花絮                                                                                 |
| 爱卡莉: 第2季,第3辑                | 2011.4.5       | 3      | 53-70                       | 特别奖励剧集: 《T.U.F.F. Puppy》的试播集                                                       |
| 爱卡莉:完整第3季                   | 2011.8.30      | 2      | 71-83                       | 即将宣布                                                                                       |
| 爱卡莉: The i <3 iCarly Collection | 2011.7.19      | 3      | N/A 第2,3季                 | 即将宣布                                                                                       |

## 其他媒体

### 音乐
哥伦比亚唱片和 Nickelodeon Records 为《爱卡莉》发布了同名原声带 爱卡莉。其中包含了由 Miranda Cosgrove 创作的主题歌和四首原创音乐。几首由来宾艺人演唱的曲目和演员的对话也包含其中。

### 网站
在现实中， iCarly.com 包含了许多由演员们出演的附加片段(作为他们各自的角色)，同时也有观众们送去的内容。这个网站的其他特点包括了角色的博客、布景的图片、音乐、游戏，以及观众们的评论。剧中许多被提及的虚构的网站也重定向到 iCarly.com。比如Zaplook, SplashFace, ToonJuice, CraigsMix （页面存档备份，存于）, Nevelocity, GirlyCow.com, Chickipedia.com, WebFlicks.com, RadioDingo.com, PillowMyHead.com, AggressiveParenting.com, SamPuckett.com, TheValerieShow.com, Beavecoon.org, NeverWatchiCarly.com, iSnarly.com, SprayYourChildren.com 等。

### 电子游戏
动画电子寻物游戏《爱卡莉: iDream in Toons》，由 Nickelodeon 的 Nick Arcade 发行。在游戏中， Jerry Trainor 是唯一一名拥有自己声音的角色，其他的角色就由键盘声音代替。
2009年5月13日， Nickelodeon 宣布将和 Activision 一起为 Nintendo DS 和 Wii 平台制作一部 “爱卡莉电子游戏” 。这部游戏在2009年10月28日发行。游戏中的角色都使用了原角色的配音。其续集 爱卡莉2：iJoin the Click，在2010年11月16日为相同平台发行。
2011年1月11日，爱卡莉官方 Facebook 宣布为 iPhone 和 iPod Touch 发布"Sam 的遥控器"应用。这个应用的原型就是 iCaly 节目中 Sam 使用的按不同按钮可以发出不同愚蠢的声效的遥控器。这个应用可以在 iTunes 的 App Store 用 $1.99 下载使用。

### 书籍

#### 爱卡莉剧集读本
| 书籍                   |
| ---------------------- |
| 1. iDon't Wanna Fight! |
| 2. iHatch Chicks!      |

#### 爱卡莉剧集小说
| 书籍                     | 剧集                                         |
| ------------------------ | -------------------------------------------- |
| 1. iHave a Web Show!     | iPilot iWant More Viewers                    |
| 2. iWanna Stay!          | iSpy a Mean Teacher iWanna Stay with Spencer |
| 3. iWant a World Record! | iWant a World Record iGot Detention          |
| 4. iAm Famous!           | iPromote Tech-Foots iCarly Saves TV          |
| 5. iAm Your Biggest Fan! | iAm Your Biggest Fan iNevel                  |
| 6. iGo to Japan!         | iGo to Japan                                 |

## 荣誉及批评

### 观点
《爱卡莉》收到许多评论家的评论。 About.com 的 Carey Bryson 给了这个节目两颗半星，写到：尽管有一条聪明的故事线与许多动人的故事，但这个节目的梗不全都是尊敬人的。 总体来说，这个节目有许多很棒的笑话，有趣的故事和滑稽的演员。可是，许多桥段围绕着脏话和羞辱，家长可能担心孩子模仿剧中的人物，随心所欲地做任何事情。同时这部电视剧包含了暗示约会和爱情的内容，其中就有 Carly 亲吻剧中男孩。
剧中角色鼓励孩子们登陆他们的网站去提交视频、想法或者许多其他孩子们想要的，这也是需要重视的。孩子们积极参与这个节目会从中得到许多乐趣，但另一方面，一些提交的作品甚至能登上节目。这就引发了网络安全问题，如何保护孩子们的隐私，特别是孩子们上传了他们出演的视频的情况下。
Common Sense Media 的评论员 Emily AshbyThe 给了这部电视剧3星，并认为适合8岁及以上观众观看。尽管这部剧被家长们因为那些暴力，牵手，调情，拥抱，提及到乳房和其他许多对孩子不利青少年的片段而警告孩子不许观看，Emily 却赞美道：“这部电视剧本身不是为教育孩子们而设计的，但孩子们会学到许多各种媒体之间的相互影响。”这就说明了：《爱卡莉》给了青少年踏上真实社会的机会，通过角色周围发生的事立足于社会，更好地生活。Carly 和她的朋友们没有许多规则，主要是因为他们没有一个权威人物去约束，而他们尝到了明星的滋味，是由于他们敢于摆出自己的观点。换句话说，每个人的生活方式都是不一样的。
但确实，制作者把这部剧做得很受欢迎，因此家长们要提防生活中的骗局，并提醒孩子们提防网络欺诈。
尽管这样，这并不表明这个节目很差。其中很多桥段都很好笑，还有许多个性分明的角色（多谢了天才的演员们），也表现出了现在社会，科技对生活的相互影响。青少年们会从角色中找到自己对朋友、家庭和学校的问题，父母们也会对孩子们认识到事情的严重性感到欣慰。

### 获奖情况
| 年份 | 奖项                             | 类别                                    | 获得者                                         | 结果 | 参考   |
| ---- | -------------------------------- | --------------------------------------- | ---------------------------------------------- | ---- | ------ |
| 2008 | 尼克孩子的选择 (2008 孩子的选择) | 最喜爱的儿童电视节目                    | 爱卡莉                                         | 提名 | [ 22 ] |
| 2008 | 美国年轻艺人奖                   | 电视剧最佳表演奖 年轻女主角             | Miranda Cosgrove                               | 提名 | [ 23 ] |
| 2008 | 美国年轻艺人奖                   | 电视剧最佳表演奖 年轻男配角             | Nathan Kress                                   | 提名 | [ 23 ] |
| 2008 | 美国年轻艺人奖                   | 电视剧最佳表演奖 年轻女配角             | Jennette McCurdy                               | 提名 | [ 23 ] |
| 2009 | 2009 孩子的选择                  | 最喜爱的电视节目                        | 爱卡莉                                         | 獲獎 | [ 24 ] |
| 2009 | 2009 孩子的选择                  | 最喜爱的电视女演员                      | Miranda Cosgrove                               | 提名 | [ 25 ] |
| 2009 | 艾美奖                           | 显著的儿童节目                          | 爱卡莉                                         | 提名 | [ 26 ] |
| 2009 | 青少年选择奖                     | 电视男演员：喜剧                        | Jerry Trainor                                  | 提名 | [ 27 ] |
| 2009 | 青少年选择奖                     | 电视男演员: 喜剧                        | Miranda Cosgrove                               | 提名 | [ 27 ] |
| 2009 | 青少年选择奖                     | 电视节目:喜剧                           | 爱卡莉                                         | 提名 | [ 27 ] |
| 2009 | 青少年选择奖                     | 电视伙伴                                | Jennette McCurdy                               | 提名 | [ 27 ] |
| 2009 | 美国年轻艺人奖                   | 电视剧最佳表演奖 年轻男演员             | Nathan Kress                                   | 提名 | [ 28 ] |
| 2009 | 美国年轻艺人奖                   | 电视剧最佳表演奖 年轻女主角             | Miranda Cosgrove                               | 獲獎 | [ 28 ] |
| 2009 | 美国年轻艺人奖                   | 电视剧最佳表演奖 年轻女配角             | Jennette McCurdy                               | 提名 | [ 28 ] |
| 2009 | 美国年轻艺人奖                   | 电视剧突出表演                          | Miranda Cosgrove Nathan Kress Jennette McCurdy | 提名 | [ 28 ] |
| 2010 | 2010 孩子的选择                  | 最喜爱的电视节目                        | 爱卡莉                                         | 獲獎 | [ 29 ] |
| 2010 | 2010 孩子的选择                  | 最喜爱的电视女演员                      | Miranda Cosgrove                               | 提名 | [ 30 ] |
| 2010 | 艾美奖                           | 突出的儿童节目                          | 爱卡莉                                         | 提名 | [ 31 ] |
| 2010 | 青少年选择奖                     | 电视女演员：喜剧                        | Miranda Cosgrove                               | 提名 | [ 32 ] |
| 2010 | 电视评论协会奖                   | 少年节目杰出贡献奖                      | 爱卡莉                                         | 提名 | [ 33 ] |
| 2010 | 美国年轻艺人奖                   | 电视剧最佳表演奖 年轻女主角             | Miranda Cosgrove                               | 提名 | [ 34 ] |
| 2010 | 美国年轻艺人奖                   | 电视剧最佳表演奖 年轻男配角             | Nathan Kress                                   | 提名 | [ 34 ] |
| 2010 | 美国年轻艺人奖                   | 电视剧最佳表演奖 13岁及以下年轻特别来宾 | Joey Luthman                                   | 提名 | [ 34 ] |
| 2010 | 美国年轻艺人奖                   | 电视剧年轻杰出表演者                    | Miranda Cosgrove Nathan Kress Jennette McCurdy | 提名 | [ 34 ] |
| 2011 | 2011 孩子的选择                  | 最喜爱的电视节目                        | 爱卡莉                                         | 獲獎 | [ 35 ] |
| 2011 | 2011 孩子的选择                  | 最喜爱的电视女演员                      | Miranda Cosgrove                               | 提名 | [ 35 ] |
| 2011 | 2011 孩子的选择                  | 最喜爱的电视拍档                        | Jennette McCurdy                               | 獲獎 | [ 35 ] |
| 2011 | 2011 孩子的选择                  | 最喜爱的电视拍档                        | Noah Munck                                     | 提名 | [ 35 ] |
| 2011 | 美国年轻艺人奖                   | 电视剧最佳表演奖 年轻女主角             | Miranda Cosgrove                               | 提名 | [ 36 ] |
| 2011 | 美国年轻艺人奖                   | 电视剧最佳表演 10岁及以下特别来宾       | Ashley Switzer                                 | 提名 | [ 36 ] |
| 2011 | 艾美奖                           | 突出的儿童节目                          | iGot a Hot Room                                | 待定 | 暂无   |